# Country rock
Il country rock è un genere musicale che fonde elementi della musica country con il rock.
Nacque negli Stati Uniti verso la metà degli anni sessanta per indicare quegli artisti rock come i Flying Burrito Brothers, Gram Parsons, The Byrds e Neil Young che reinterpretavano brani tipicamente country influenzati da artisti come Merle Haggard o Buck Owens. Smussate le asperità degli inizi il genere ottenne un deciso successo mainstream negli anni settanta con artisti come Eagles, Poco, Pure Prairie League o Linda Ronstadt.
Il genere è stato fonte di ispirazione per i movimenti alternative country e roots rock sviluppatisi negli anni novanta come il percorso intrapreso da Joey Tempest nella sua carriera da solista con album come A Place to Call Home e Azalea Place.